# Мориока
Мориока (јап. 盛岡市) град је у Јапану у префектури Ивате. Према попису становништва из 2005. у граду је живело 287.186 становника.

## Становништво
Према подацима са пописа, у граду је 2005. године живело 287.186 становника.
| 1995.   | 2000.   | 2005.   |
| ------- | ------- | ------- |
| 286.478 | 288.843 | 287.186 |